# ان‌جی‌سی ۱۶۸
ان‌جی‌سی ۱۶۸ (انگلیسی: NGC 168) نام یک کهکشان عدسی در صورت فلکی نهنگ است.